# Неаполи
Неаполи (грч. Νεάπολη) је градско насеље општине Неаполи-Сикијес у Солуну, Грчка. Према попису из 2021. године било је 25.822 становника.
Насеље су основале грчке избеглице из Невшехира (Неаполи) у Турској после 1922. године. Први пут се помиње на попису из 1928. године са 6.500 становника. Године 1934. Неаполију су припојена избегличка насеља Анагенисис, Троас, Омонија и Кунтурјоти. На попису из 1940. Неаполи је имао 13.052 становника.